# フリードリヒ・ブルーメ
フリードリヒ・ブルーメ（Friedrich Blume, 1893年1月5日 - 1975年11月22日) は、ドイツの音楽学者。
前半生は国家社会主義ドイツ労働者党（ナチ党）の御用学者であり、第二次世界大戦後の後半生ではドイツ音楽文化の指導者に転じた。アントン・ブルックナーの交響曲を、ソナタ形式の歴史において好意的に位置づけた先駆者の一人でもある。

## 生涯
プロイセン王国ヘッセン＝ナッサウ（現ヘッセン州）シュリュヒテルンに出生。ミュンヘン大学やベルリン大学に学ぶ。ベルリン大学ではヘルマン・クレチュマルに師事し、ライプツィヒ大学で聴講するようクレチュマルに勧められる。1921年にライプツィヒ大学に学位論文を提出し学位を得た。1923年からベルリン大学で講師となり、教授資格を取得した。1934年にキール大学より音楽学の正教授に任命され、1958年に引退するまでその地位にあった。
第三帝国期にブルーメは、疑似科学的な講義や論文によって頭角を顕し、これらによって「音楽と人種」(Musik und Rasse) の関係を確立しようと試みた。ブルーメは、1933年から1945年までドイツ国立音楽研究所 (Staatlichen Instituts für Musikforschung) の権威ある研究者で通っており、そのような人材として1939年には、研究グループ「ドイツの音楽遺産」(Erbe der Deutschen Musik) の監督を委託された。その研究結果は著作『音楽における人種問題』(Das Rasseproblem in der Musik) に結実した。これによりブルーメは、第1回帝国音楽祭週間 (Reichsmusiktage) がデュッセルドルフで開催されている合間の1938年5月27日に、音楽学会の全国大会を舞台に「音楽と人種」という演題で講演を行った。同年には、均一にコントロールされた音楽学会の機関紙『音楽』(Die Musik) において、「音楽と人種――音楽に関する人種研究の基本問題」を発表している。
1942年に新シュッツ協会の議長に就任。初期の研究対象はルター派の宗教音楽とヨハン・ゼバスティアン・バッハであった。その後ミヒャエル・プレトリウスの作品出版の編集主幹や、オイレンブルク社出版によるヴォルフガング・アマデウス・モーツァルトのピアノ協奏曲集の編集者を担当している。
1947年には新設された音楽学会 (Gesellschaft für Musikwissenschaft) の会長に選出された。会長職に在任中の1949年から、『MGG音楽百科事典』の編集主幹として、その計画と記事執筆にかかわっている。
モーツァルト研究家のカスバート・ガードルストーンとほぼ同時期に、生地のシュリュヒテルンにて亡くなった。

## 思想
1962年のバッハ祭で教会音楽家としてのバッハを否定した。この主張はバッハがカンタータを晩年に作成しなかったことを根拠としている。ブルーメの主張に対しては、バッハが自覚的なキリスト教信仰をもっており、バッハには神の栄光を表し、みことばを伝えるための音楽というプロテスタントの音楽観があったと指摘がなされている。

## 著作
- (Hrsg.): Die Musik in Geschichte und Gegenwart. Allgemeine Enzyklopädie der Musik Unter Mitarbeit zahlreicher Musikforscher des In- u. Auslandes. Kassel; Basel; Tours; London: Bärenreiter. Band 1: 1949 bis Band 17: 1986 ISBN 3476410226

## 参考資料
- Obituary notice (1976). The Musical Times, 117, 249.
- Anna Amalie Abert und Wilhelm Pfannkuch (Hrsg.): Festschrift Friedrich Blume zum 70. Geburtstag. Kassel: Bärenreiter-Verlag 1963 (mit Bibliographie Blumes bis 1963)
- Isolde von Foerster, Christoph Hust, Christoph-Hellmut Mahling (Hrsg.): Musikforschung. Faschismus. Nationalsozialismus. Referate der Tagung Schloss Engers (8. bis 11. März 2000). Mainz: Are Musik Verlag 2001. ISBN 3924522065